# Birgit Gasser
Birgit Gasser (geb. vor 1966) ist eine deutsche Filmeditorin, Musikerin und Komponistin.

## Leben und Werk
Birgit Gasser war nach dem Abitur ab 1984 als Schnittassistentin bei der Deutschen Industrie- und Dokumentarfilm GmbH in Düsseldorf angestellt. Seit 1987 ist sie als freiberufliche Editorin tätig. Dabei arbeitet sie besonders häufig mit den Regisseuren Thomas Roth, Bettina Woernle und Sigi Rothemund zusammen.
Parallel arbeitet Gasser auch als Musikerin und Komponistin von elektronischer Musik; teilweise unter dem Künstlernamen Dino Oon. 1989 gründete sie zusammen mit Detlef Funder (Künstlername: Konrad Kraft) ein Musiklabel für elektronische und experimentelle Musik: SDV Tonträger. Das Label veröffentlichte neben lokalen und internationalen Künstlern auch Eigenwerke von Oon/Kraft.
Nach dem Ende ihrer Mitwirkung bei SDV Tonträger zog Gasser 1994 nach Berlin, wo sie unter anderem für das 1997 beim WDR/BR erschienene Hörspiel von Paul Austers Stadt aus Glas die Hörspielmusik komponierte.

## Filmografie
Wo nicht anders ausgewiesen, handelt es sich um einen Fernsehspielfilm.
- 1990: Praxis Bülowbogen (TV-Serie, 3 Folgen)
- 1992: Mutter mit 16
- 1994: Kommt Mausi raus?!
- 1994: Glück im Grünen
- 1995: Tödliches Erbe
- 1995: Ausweglos
- 1996: Ein Mord auf dem Konto
- 1997: Zwischen den Feuern
- 1998–1999: Der Clown (TV-Serie, 4 Folgen)
- 1999: Gestern ist nie vorbei
- 2001: Opferlamm – Zwischen Liebe und Haß
- 2001: Ein Vater zum Verlieben
- 2002: Rotlicht – Die Stunde des Jägers
- 2003: Rotlicht – Im Dickicht der Großstadt
- 2003–2005: Im Namen des Gesetzes (TV-Serie, 6 Folgen)
- 2004: Liebe auf Bewährung
- 2006: Unser Kindermädchen ist ein Millionär
- 2007: Im Tal des Schweigens: Der Wildschütz
- 2007: Noch einmal zwanzig sein
- 2009: Schwarzwaldliebe
- 2010: Wer zu lieben wagt
- 2010: Männer lügen nicht
- 2011: Spreewaldkrimi: Die Tränen der Fische (TV-Reihe)
- 2011: Ein Fall von Liebe: Saubermänner (TV-Reihe)
- 2011: Der Winzerkrieg
- 2012–2021: Der Kommissar und das Meer (TV-Reihe)
  - 2012: Allein im finsteren Wald
  - 2012: Niemand hat Schuld
  - 2013: Der Wolf im Schafspelz
  - 2013: Fürchte dich nicht
  - 2017: Tage der Angst
  - 2018: Der wilde Jack
  - 2018: Lichterfest
  - 2019: Nachtgespenster
  - 2021: Woher wir kommen, wohin wir gehen
- 2013: Der Taunuskrimi: Eine unbeliebte Frau
- 2014: Unterwegs mit Elsa
- 2014: Blutsschwestern
- 2015: Kommissar Dupin: Bretonisches Gold
- 2015–2016: Der Kriminalist (TV-Serie, 4 Folgen)
- 2016: Tatort: Die Kunst des Krieges (TV-Reihe)
- 2017: Kommissar Dupin: Bretonischer Stolz (TV-Reihe)
- 2017: Kommissar Dupin: Bretonische Flut (TV-Reihe)
- 2018: Neben der Spur: Sag, es tut dir leid (TV-Reihe)
- 2019: Tonio & Julia: Ein neues Leben (TV-Reihe)
- 2019: Tonio & Julia: Schulden und Sühne (TV-Reihe)
- 2020: In Wahrheit: Jagdfieber (TV-Reihe)
- 2021: Sportabzeichen für Anfänger
- 2022: Schächten (Kinofilm)
- 2022: Tatort: Das Tor zur Hölle
- 2022: Jenseits der Spree (TV-Serie, 1 Folge)
- 2024: Ostsee für Sturköppe
- 2024: Unter anderen Umständen: Nordwind

## Diskografie (Auswahl)
- 1990: Dino Oon, Konrad Kraft: Sieben Tage Und Nächte (Album, Kassette)
- 1992: Dino Oon / Konrad Kraft: Environmental Studies (Album, CD)
- 1997: Birgit Gasser: Stadt aus Glas (Musikkomposition zum Hörspiel) – Hörverlag 1997.